# Junior-SM i handboll
USM Flickor/Pojkar 18 (ungdoms-SM), tidigare kallat junior-SM (JSM), är en handbollstävling i Sverige, som arrangeras av Svenska Handbollförbundet för flickor/damer och pojkar/herrar i åldersspannet 17–18 år sedan säsongen 1975/1976.
SM-segraren utses via final,, undantaget 1977-1983 då USM avgjordes via seriesystem.
Utöver U18 finns även U14 (13-14 år) och U16 (15-16 år). Dessa klasser har dock ingen officiell status som SM-guld.

## Svenska juniormästare

### Flickor 18
- 1967: Djurgårdens IF – BK Randi 10–5
- 1968: Borlänge HK – Göteborgs Kvinnliga IK 16–9
- 1969: IF Guif – IK Ymer 13–9
- 1970: HK Linne – IF Guif 13–10
- 1971: BK Heid – IFK Arboga 11–10 (e.fl.)
- 1972: Brovallens IF – BK Heid 7–6
- 1973: Stockholmspolisen/Artemis – BK Heid 10–11
- 1974: Brovallens IF – IK Ymer 14–10
- 1975: Kävlinge HK – Stockholmspolisens IF 12–14
- 1976: Stockholmspolisens IF – IK Ymer 19–13
- 1977: 1:a Irsta HF 2:a KvIK Sport
- 1978: 1:a Irsta HF 2:a Skånela IF
- 1979: 1:a KvIK Sport 2:a Irsta HF
- 1980: 1:a Norrköpings HK 2:a Irsta HF
- 1981: 1:a Irsta HF 2:a Stockholmspolisens IF
- 1982: 1:a HP Warta 2:a Vikingarnas IF
- 1983: 1:a RP IF Linköping 2:a Tyresö HF
- 1984: Dalhems IF – Skuru IK 17–11
- 1985: Skuru IK – Älta IF 12–7
- 1986: KvIK Sport – IF Guif  14–12
- 1987: Skuru IK – KvIK Sport 11–6
- 1988: Kortedala IF – RP IF 15–13
- 1989: HP Warta – Skövde HF 19–16
- 1980: RP IF Linköping – Skuru IK 19–15
- 1991: HP Warta – Skuru IK 13–17
- 1992: Irsta HF – Kungälvs HK 17–19
- 1993: Skuru IK – Skövde HF 19–17
- 1994: Irsta HF – Brastads HK 25–12
- 1995: Irsta HF – HP Warta 16–15
- 1996: Irsta HF – Spårvägens HF 15–18
- 1997: Skuru IK – Spårvägens HF 21–16
- 1998: Stockholmspolisens IF – Skånela IF 20–14
- 1999: Stockholmspolisens IF – Skånela IF 16–15
- 2000: Önnereds HK – Skövde HF 20–24
- 2001: IK Sävehof – Stockholmspolisens IF 17–19
- 2002: IK Sävehof – Önnereds HK 12–23
- 2003: Önnereds HK – Skuru IK 24–18
- 2004: IK Sävehof – HK Eskil 17–18
- 2005: KvIK Sport – IK Sävehof 19–26
- 2006: IK Sävehof – BK Heid 19–15
- 2007: IK Sävehof – Kärra HF 22–24
- 2008: Skuru IK – Kärra HF 19–22
- 2009: IK Sävehof – Skuru IK 22–27
- 2010: Skuru IK – IK Sävehof 30–28
- 2011: Lugi HF – Nacka HK 17–15
- 2012: IFK Tumba – Skånela IF 25–16
- 2013: Skuru IK – Team Stockholm HS 12–21
- 2014: Team Stockholm HS – Lugi HF 21–10
- 2015: IK Sävehof – Lugi HF 17–16
- 2016: VästeråsIrsta HF – Lugi HF 21–20
- 2017: Skånela IF – IFK Tumba 17–16
- 2018: Skövde HF – H43 Lund 20–21
- 2019: IK Sävehof – Kungälvs HK 24–19
- 2020: Inget slutspel genomfördes (ställdes in på grund av covid-19-pandemin)
- 2021: Inget slutspel genomfördes (ställdes in på grund av covid-19-pandemin)
- 2022: IK Sävehof – VästeråsIrsta HF 28–10
- 2023: IK Sävehof – Skuru IK 37–19
- 2024: IK Sävehof – Önnereds HK 22-21
- 2025: IK Sävehof – IF Hallby HK 24-23

### Pojkar 18
- 1945: IK Heim – Sandvikens IF 16–6
- 1946: H43 Lund – Upsala IF 5–9
- 1947: Upsala IF – Redbergslids IK 2–12
- 1948: Redbergslids IK – Västerås IK 9–7
- 1949: Örebro SK – Redbergslids IK 11–9
- 1950: IFK Karlskrona – AIK 8–7
- 1951: Skövde AIK – Västerås IK 9–7
- 1952: Örebro SK – Sandvikens IF 10–6
- 1953: Sandvikens IF – IF Hallby 9–8
- 1954: Sandvikens IF – Örebro SK 10–3
- 1955: IF Hallby – Örebro SK 7–14
- 1956: Redbergslids IK – Örebro SK 8–5
- 1957: IK Hele – IK Baltichov 19–10
- 1958: Ystads IF – Sandvikens AIK 17–11
- 1959: Sandvikens AIK – Ystads IF 11–10
- 1960: IFK Eskilstuna – Halmstads HP 16–10
- 1961: IK Hele – KFUM Lund 14–11
- 1962: Ystads IF – Norrköpings AIS 15–9
- 1963: KA2 IF – IK Bolton* 22–20
- 1964: H43 Lund – Redbergslids IK 26–12
- 1965: IF Rutger – Västra Frölunda IF 13–13, omspel 13–11
- 1966: Göteborgs HP – SoIK Hellas 15–13
- 1967: SoIK Hellas – Karlskrona–Flottan 12–15
- 1968: F14 – Kullens BK 23–14
- 1969: IF Saab – F14 24–23
- 1970: IF Guif – Lugi HF 10–12
- 1971: H43 Lund – IFK Eskilstuna 20–15
- 1972: IFK Malmö – H43 Lund 14–15
- 1973: H43 Lund – Västerås HF 18–16
- 1974: Näsby IF – Irsta HF 17–14
- 1975: Näsby IF – Visby IF Gute 16–15
- 1976: IFK Skövde – Kiruna AIF 19–9
- 1977: 1:a Dalhems IF, 2:a Västra Frölunda IF
- 1978: 1:a Lugi HF, 2:a GF Kroppskultur
- 1979: 1:a GF Kroppskultur, 2:a Vikingarnas IF
- 1980: 1:a Västra Frölunda IF, 2:a Vikingarnas IF
- 1981: 1:a Malmö BI, 2:a IF Guif
- 1982: 1:a Malmö BI, 2:a Redbergslids IK
- 1983: 1:a HK Cliff, 2:a Redbergslids IK
- 1984: HP Warta – RP IF Linköping 30–23
- 1985: RP IF Linköping – Lugi HF 18–15
- 1986: Irsta HF – H43 Lund 19–15
- 1987: Västra Frölunda IF – Lugi HF 18-17 e.fl.
- 1988: Lugi HF – Bodens BK 29-12
- 1989: IF Guif – HF Olympia 15-18
- 1990: Lugi HF – HP Warta 19-17
- 1991: IFK Skövde – Västra Frölunda IF 13–20
- 1992: IK Sävehof – IFK Skövde 14–18
- 1993: IFK Skövde – GF Kroppskultur 26–20
- 1994: HK Aranäs – BK Söder 20–17
- 1995: IK Sävehof – HP Warta 21–15
- 1996: HP Warta – IFK Skövde 17–15
- 1997: Ystads IF – IFK Skövde 18–15
- 1998: Lugi HF – IFK Skövde 22–25
- 1999: IFK Skövde – Lugi HF 23–26
- 2000: Växjö HF – HK Eskil 32–30
- 2001: IK Sävehof – Ystads IF 16–26
- 2002: GIK Wasaiterna – IK Sävehof 18–13
- 2003: Ystads IF – Redbergslids IK 24–25
- 2004: IFK Skövde – Skånela IF 22–27
- 2005: Redbergslids IK – IF Guif 23–19
- 2006: IK Sävehof – IF Guif 27–31
- 2007: IK Sävehof – HP Warta 26–20
- 2008: IK Sävehof – Lugi HF 25–21
- 2009: IK Sävehof – Redbergslids IK 24–27
- 2010: H43 Lund – IK Sävehof 20–21
- 2011: IFK Ystad – IK Sävehof 25–22
- 2012: IK Sävehof – IFK Kristianstad 25–15
- 2013: Eskilstuna Guif – IFK Tumba  20–22
- 2014: Lugi HF – Eskilstuna Guif 26–22
- 2015: Ystads IF – IFK Kristianstad 25–19
- 2016: Alingsås HK – IK Sävehof 22–28
- 2017: IK Sävehof – Eskilstuna Guif 29–18
- 2018: Lugi HF – IFK Skövde 36–33
- 2019: IK Sävehof – Ystads IF 27–22
- 2020: Inget mästerskap (ställdes in på grund av covid-19-pandemin)
- 2021: Inget mästerskap (ställdes in på grund av covid-19-pandemin)
- 2022: Lugi HF – HK Aranäs 30–26
- 2023: IK Sävehof – Alingsås HK 30–20
- 2024: Önnereds HK – Ystads IF 28-21
- 2025: Ystads IF – Önnereds HK 24-22